# نوزده (بازی)
بازی نوزده (قسمت اول): بوت کمپ (به انگلیسی: Nineteen Part 1: Boot Camp) در سال ۱۹۸۸ و در سبک اکشن توسط شرکت آرترونیک (Artronic Limited) تولید و منتشر گردید.

## داستان
داستان این بازی در زمان جنگ ویتنام و ماجرای چهار سرباز تازه استخدام شده در ارتش می‌باشد (این سربازان همگی نوزده ساله می‌باشند) و ابتدا باید در اردوگاه آموزشی دوره‌های لازم را ببینند.

## گیم‌پلی

تصویر بازی کمودور 64

این بازی در ژانر اکشن و دارای گرافیک دوبعدی می‌باشد. مراحل متنوعی از جمله اکشن و ماشین رانی در لابه لای گیم پلی این بازی گنجانده شده‌است.

## سازندگان بازی
- طراحان : مارک گرینشیلدز (Mark Greenshields)، جو بوت (Joe Booth)
- گرافیک : دامون ردموند (Damon Redmond)، سام موهابول (Sam Mohabull)
- موزیک : راب هوبارد (Rob Hubbard)

## سیستم‌ها
این بازی در سال ۱۹۸۸ توسط شرکت آرترونیک بر روی رایانه‌های خانگی کمودور ۶۴ و اسپکتروم منتشر گردید.

## معادل انگلیسی
1. ↑  Artronic Limited
2. ↑  Mark Greenshields
3. ↑  Joe Booth